# St. Michael (Bystrzyca Kłodzka)

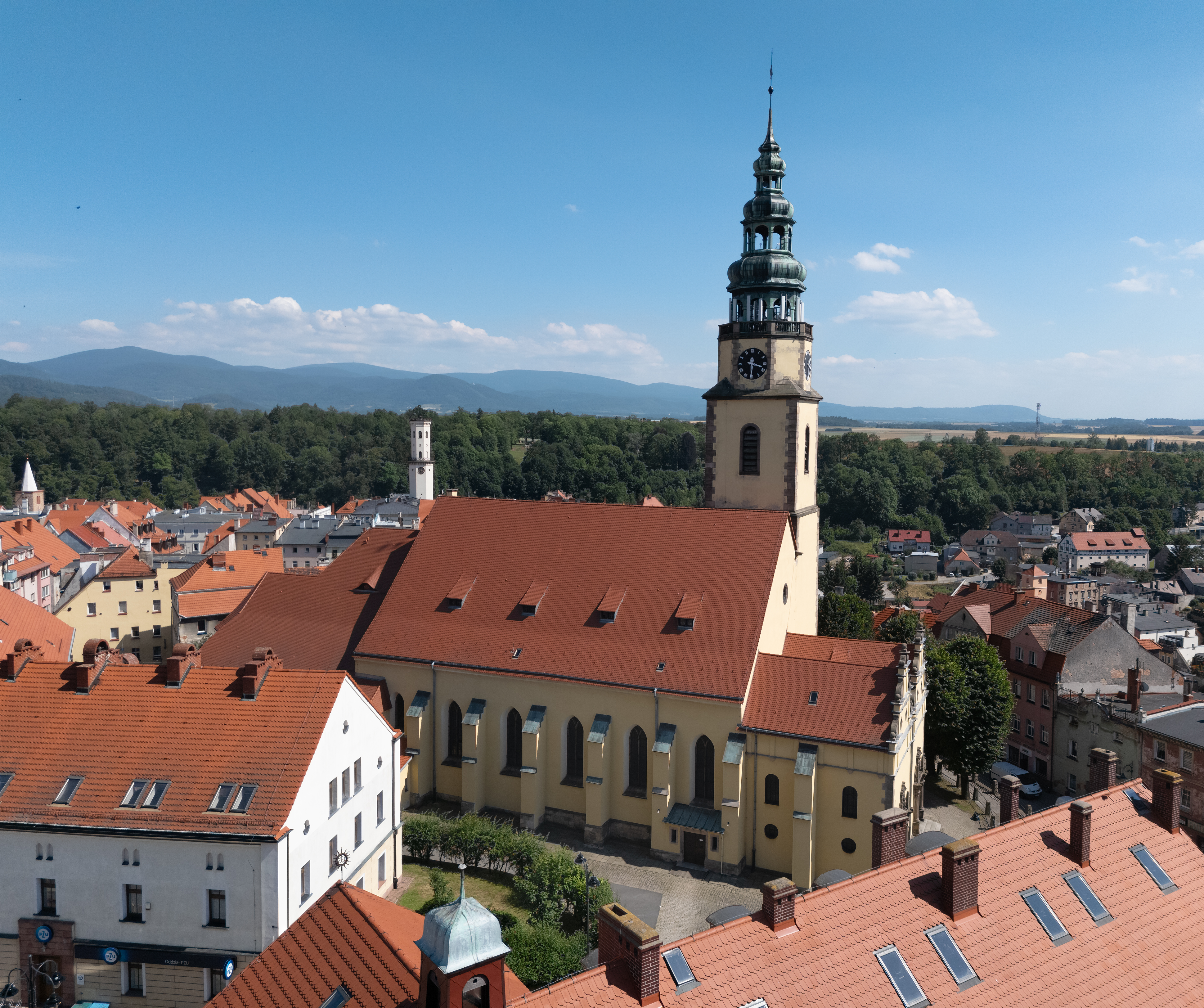
Stadt- und Pfarrkirche St. Michael

Die Kirche des hl. Erzengels Michael (polnisch Kościół św. Michała Archanioła) ist eine römisch-katholische Stadt- und Pfarrkirche in Bystrzyca Kłodzka (Habelschwerdt) im Powiat Kłodzki (Glatz) in der Woiwodschaft Niederschlesien in Polen. Sie ist zugleich Hauptkirche der gleichnamigen Pfarrei.
Bis 1972 gehörte sie zusammen mit der vormaligen Grafschaft Glatz zum Erzbistum Prag und danach bis 2004 zum Erzbistum Breslau. Seither ist das Bistum Świdnica (Schweidnitz) zuständig. Seit dem 2. Januar 1950 steht die Kirche unter Denkmalschutz (Nr. A/1673/137).

## Geschichte

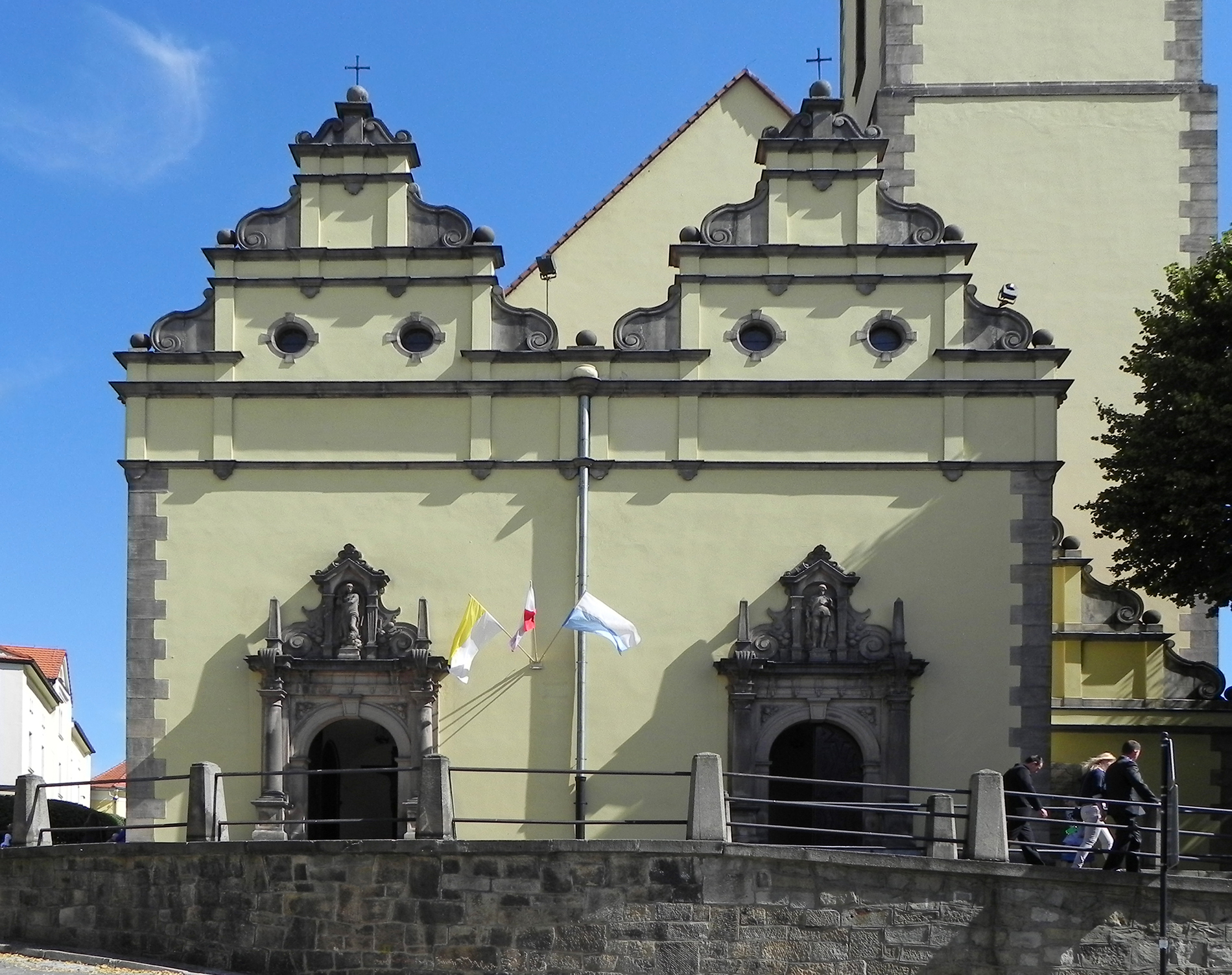
Hauptfassade (2013)

Die St.-Michael-Kirche ist eine der ältesten Kirchenbauten der vormals böhmischen Grafschaft Glatz. Die Kirche war zunächst dem Patrozinium des hl. Johannes dem Täufer („Johanniskirche“) gewidmet, das urkundlich für das Jahr 1442 belegt ist. Für das Jahr 1560 ist als Schutzpatron der hl. Erzengel Michael belegt. Obwohl das Gründungsjahr von Habelschwerdt und der Pfarrkirche unbekannt sind, verweist das Gewölbe des Chores der Kirche baugeschichtlich auf die Mitte des 13. Jahrhunderts. Da „Hawelswerd“ ab 1319 eine Königliche Stadt war, oblag das Patronatsrecht über die Kirche dem böhmischen Landesherrn. Der hierfür ausgefertigte Gnadenbrief wurde vom böhmischen König Johann von Luxemburg 1336 auf dem niederösterreichischen Schloss Seefeld ausgefertigt, das der König in diesem Jahr vier Wochen lang belagert hatte. Bei einem Stadtbrand im Jahre 1475 brannte auch die Kirche ab.
Nachdem sich die Bewohner während der Reformation dem Luthertum zugewandt hatten, diente die Kirche ab 1563 bis 1624 dieser Glaubensrichtung. Erster lutherischer Pfarrer war Caspar Elogius. Obwohl der Glatzer Dechant Johannes Kirsten gegen dessen Berufung protestierte, wurde sie vom Glatzer Landeshauptmann Johann Georg von Götzen bestätigt. Erst nach der Schlacht am Weißen Berg und der Rückeroberung des Grafschaft Glatz durch die Kaiserlichen 1623 wurde die Kirche am 29. September 1624 wieder geweiht und den Katholiken zum gottesdienstlichen Gebrauch übergeben. Erster Pfarrer war der aus Kalsching in Südböhmen stammende Andreas Schwarz, der seit Juni 1612 Pfarrer in Schreckendorf war und von dort 1618 vertrieben wurde. 1647 resignierte er auf das Amt und trat in das Kloster Braunau ein, wo er 1658 starb. 1676 wurde an der Kirche die Bruderschaft „Todesangst Jesu Christi am Kreuz“ errichtet und von Papst Clemens X. bestätigt.
Nach dem Übergang des Glatzer Landes an Preußen 1742/63 oblag das Patronatsrecht bis 1808 der Breslauer Kriegs- und Domänenkammer. 1753 vernichtete eine Feuerbrunst u. a. Kirche, Pfarrhof und Pfarrschule.

## Baubeschreibung
Die Kirche ist eine zweischiffige gotische Hallenkirche aus der zweiten Hälfte des 13. Jahrhunderts. Erstmals urkundlich erwähnt wurde sie 1336. In der südlichen Vorhalle befindet sich am Schlussstein ein Wappen mit dem Böhmischen Löwen. Die zweiachsige Westfassade wird von Giebeln bekrönt. Der Glockenturm mit oktogonalem Aufsatz und durchbrochenem Zwiebelhelm war ursprünglich in die Stadtmauer einbezogen. Die Kirche wurde im Laufe der Jahrhunderte mehrfach umgebaut und 1914 nach Entwurf des Berliner Architekten Oskar Hoßfeld erweitert und teilweise im Stil der Neugotik ausgestattet.

## Ausstattung

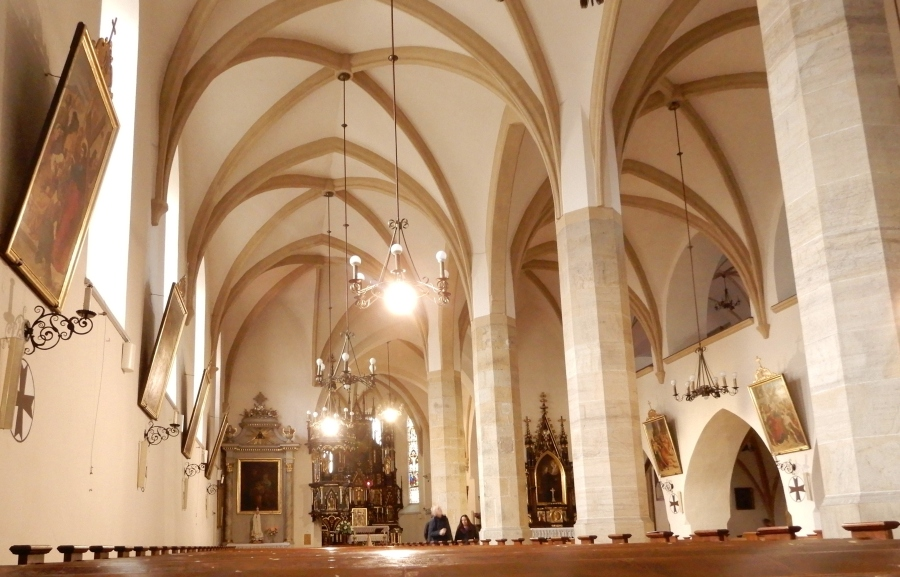
Innenraum

Das Kircheninnere birgt mehrere künstlerisch bedeutende Werke, die überwiegend von einheimischen Künstlern geschaffen wurden.
- Geschnitzte Madonna mit Kind aus dem Ende des 15. Jahrhunderts.
- Sandstein-Taufbecken mit Wappen und den Initialen «LW» aus dem Jahre 1577.
- Die Balustrade der südlichen Empore zieren Engelsdarstellungen aus dem Jahre 1676.
- Schmiedeeisernes Gitter vor der Marienkapelle aus der zweiten Hälfte des 17. Jahrhunderts.
- Die Figuren des Pestheiligen Franz Xaver und des böhmischen Landesheiligen Johannes Nepomuk schuf um 1773 Michael Klahr d. J.; 1674 wurde der Altar vom hiesigen Kunstmaler Joseph Bartsch staffiert.
- Orgelprospekt im Stil des Rokoko vom Frankensteiner Orgelbauer Peter Zeitzius († 1797).
- Das Gemälde des Hauptaltars mit dem Kirchenpatron St. Michael schuf 1845 der Historienmaler Raphael Schall.
- Die 13 Gemälde der Kreuzwegstationen sowie das Gemälde für den Seitenaltar des hl. Antonius malte 1864 der Altwilmsdorfer Kunstmaler Hieronymus Richter.

## Altarstiftungen
Im 15. Jahrhundert befanden sich in der St.-Michaels-Kirche 15 Altäre. Die meisten dienten damals den Altarstiftungen, die von vermögenden Gläubigen errichtet worden waren. Mit dem Erlös aus den Stiftungen wurde der Unterhalt der Altaristen bestritten. Diese waren verpflichtet, an den Altären Messen nach der Intention der jeweiligen Stifter zu feiern. Während der Reformation erloschen die Altarstiftungen. Die verbliebenen Erlöse wurden weiterhin als „Altarzinsen“ verwaltet und später „nach und nach zum Besten der Kirche“ verwendet.

## Umgebung
- Das Pfarrhaus wurde 1575 an der Stadtmauer neu errichtet und im 19. Jahrhundert umgebaut. Die Diele mit Stichkappentonne ist mit Stuckrosetten verziert. Im Obergeschoss befindet sich eine dekorierte Holzbalkendecke.
- Die Pfarrschule wurde 1597 errichtet und 1861 im Stil der Neugotik umgebaut.

## Priester (Auswahl)
- 1563–1576 Caspar Elogius Stadtpfarrer; lutherischer Prediger.
- 1624–1647 Andreas Schwarz, erster katholischer Pfarrer nach der Reformation; resignierte 1647 und trat in das Benediktinerstift Braunau ein. Dort starb er 1658.
- 1647–1652 Georg Rieger, vorher Pfarrer in Wünschelburg, † 1652.
- 1652–1652 Adam Fabian Bräsler, war seit 1641 Dechant und wurde am 4. August 1652 in Habelschwerdt eingeführt, starb einen Tag später in Rengersdorf.
- 1652–1667 Johannes Chrysostomus Langer, zugleich Dechant, † 1667.
- 1667–1673 Sebastian Johannes Bauer, vorher Pfarrer von Rengersdorf, seit 1666 Dechant, resignierte 1673 und ging nach Rengersdorf zurück, wo er 1677 starb.
- 1674–1697 Georg Joseph Augustin Kuntsche, vorher Kaplan in Glatz; erwarb 1675 Doktorate in Philosophie und Theologie. 1678 wurde er zum päpstlichen und kaiserlichen Protonotarius ernannt und zugleich mit dem Prädikat „von Rosenkreuz“ in den Adelsstand erhoben.
- 1697–1737 Johann Heinrich Pelzel, gebürtig aus Habelschwerdt, war vorher Pfarrer in Niederhannsdorf. † 1737.
- 1737–1743 Maximilian Joseph von Astfeld, Domherr in Breslau und Prag; 1740 wurde er zum erzbischöflichen Vikar ernannt. Nach dem Übergang der Grafschaft Glatz an Preußen legte er 1743 den geforderten Treueeid für den König von Preußen ab. † am 16. Juni 1743 und wurde in der Gruft der Pfarrkirche beigesetzt.
- 1815–1841 Joseph Knauer Stadtpfarrer; ab 1843 Fürstbischof des Erzbistums Breslau.
- 1859–1865 Edmund Scholz Kaplan; später Pfarrer in Grafenort, Großdechant und Vikar der Grafschaft Glatz.
- 1862–1885 Ernst Strecke Stadtpfarrer; ab 1862 Mitglied des Preußisches Abgeordnetenhauses, 1871–1874 Mitglied des Deutschen Reichstags.
- 1889–1909 Wilhelm Hohaus Stadtpfarrer, 1901–1909 Großdechant und fürsterzbischöflicher Vikar der Grafschaft Glatz.
- 1931–?    Leo Christoph Kaplan und Sekretär des Großdechanten Franz Dittert.
- 1939–1942 Gerhard Hirschfelder Kaplan; starb am 1. August 1942 im KZ Dachau.